# ایکیزجه
ایکیزجه (به ترکی استانبولی: İkizce) یک منطقهٔ مسکونی در ترکیه است که در استان اردو واقع شده‌است. ایکیزجه ۳۲۹ متر بالاتر از سطح دریا واقع شده‌است.